# تاری
تاری مرکز استان هلا، واقع در کشور پاپوآ گینه نو است.

## نگارخانه

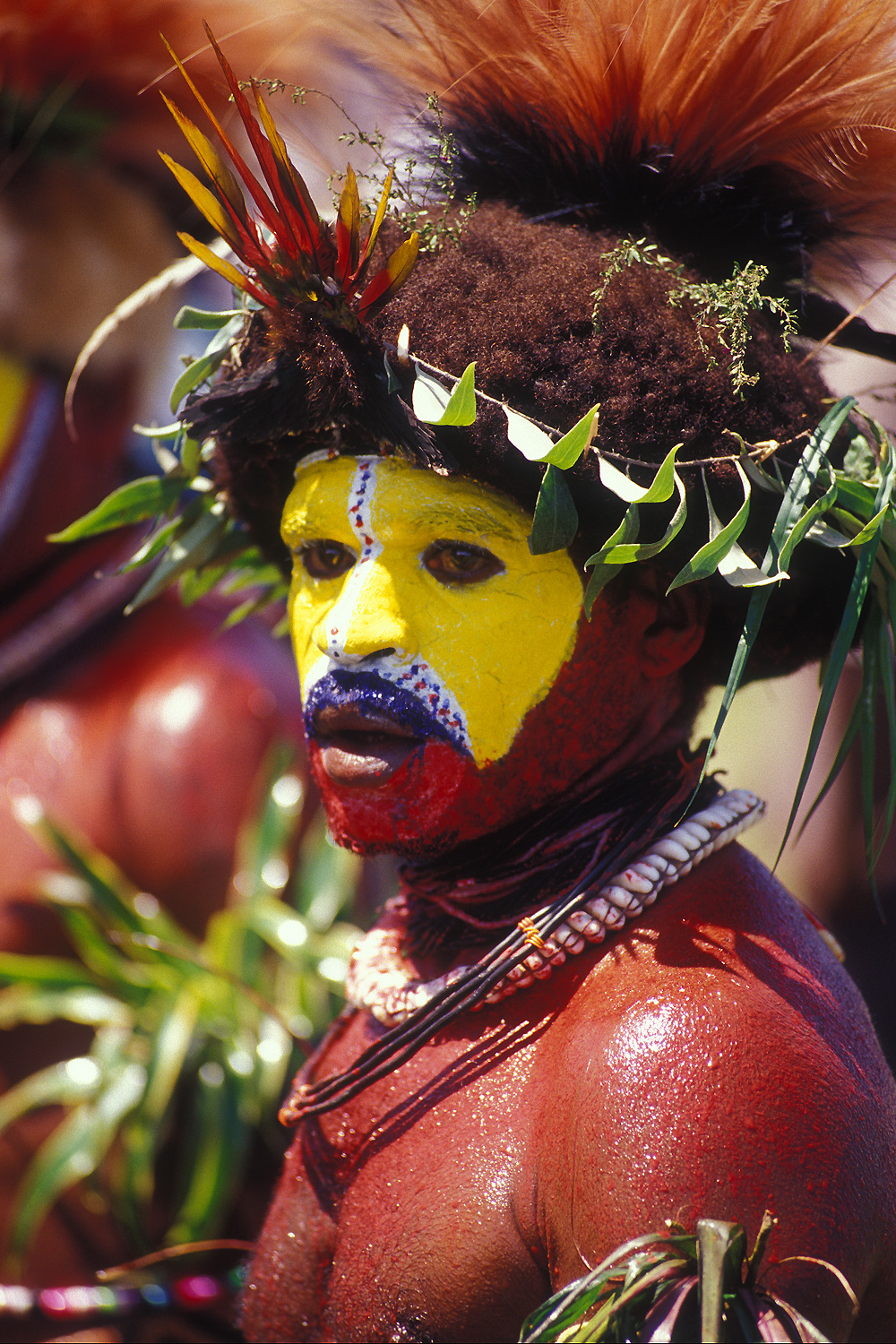